# Tochigi
Tochigi (prefeitura) (栃木県, Tochigi-ken) é uma prefeitura localizada na Kantō (região) na ilha de Honshu, Japão. A capital é a cidade de Utsunomiya.

## Cidades
Em negrito, a capital da prefeitura.
| - Ashikaga - Imaichi - Kanuma - Mooka - Nasukarasuyama | - Nasushiobara - Nikko - Otawara - Oyama - Sakura | - Sano - Shimotsuke - Tochigi - Utsunomiya - Yaita |

## Distritos
| - Distrito de Haga - Distrito de Kamitsuga - Distrito de Kawachi | - Distrito de Nasu - Distrito de Shimotsuga - Distrito de Shioya |